# Cees Stam
Cees Stam (ur. 20 listopada 1945 w Koog aan de Zaan) – holenderski kolarz torowy i szosowy, wielokrotny medalista torowych mistrzostw świata.

## Kariera
Pierwszy sukces w karierze Cees Stam osiągnął w 1968 roku, kiedy zdobył srebrny medal w wyścigu ze startu zatrzymanego amatorów podczas torowych mistrzostw świata w Rzymie. W zawodach tych wyprzedził go jedynie Giuseppe Grassi z Włoch. Jak amator zdobył w tej konkurencji jeszcze dwa medale: srebrny na mistrzostwach świata w Rzymie w 1969 roku oraz złoty na rozgrywanych rok później mistrzostwach w Leicesterze. Jako zawodowiec zwyciężał trzykrotnie: na MŚ w San Sebastián (1973), MŚ w Montrealu (1974) oraz MŚ w San Cristóbal (1977). Ponadto zdobył także trzy srebrne medale (MŚ w Marsylii 1972, MŚ w Liège 1975 oraz MŚ w Lecce 1976), a także dwa brązowe (MŚ w Monachium 1978 oraz MŚ w Amsterdamie 1979). W latach 1978 i 1979 zdobywał również brązowe medale w derny. Wielokrotnie zdobywał medale torowych mistrzostw kraju, ale nigdy nie wystąpił na igrzyskach olimpijskich. Startował za to w wyścigach szosowych, wygrywając między innymi parę wyścigów krajowych.
Jego syn Danny Stam również był kolarzem.